# Pete Townshend
Peter "Pete" Dennis Blandford Townshend, (Chiswick, London, 19. svibnja 1945.) britanski je glazbenik, pjevač i skladatelj. Gitarist je engleskog rock sastava The Who. Stariji je brat Simona Townshenda.
Townshend je napisao većinu tekstova za The Who. Poznat je po svojim specifičnim gitarskim rifovima. Svoje koncerte je često 1960-ih i početkom 1970-ih završavao lomeći gitare i pojačala. Skladao je rock operu Tommy koja je bila vrlo uspješna i izvodila se kao mjuzikl velikom broju država. Poznata je i filmska inačica Tommya, redatelja Kena Russella iz 1975., s pjevačem Rogerom Daltreyom u glavnoj ulozi.
Pete Townshend je također djelovao i kao solo glazbenik. Neke od njegovih poznatih pjesama su "Give Blood", "Little Is Enough" i "Let My Love Open the Door".
Usporedo s glazbenom karijerom Townshend je također radio na filmu. Između ostalog bio je producent crtanog filma Željezni div iz 1999.